# انجمن متخصصان فناوری اطلاعات

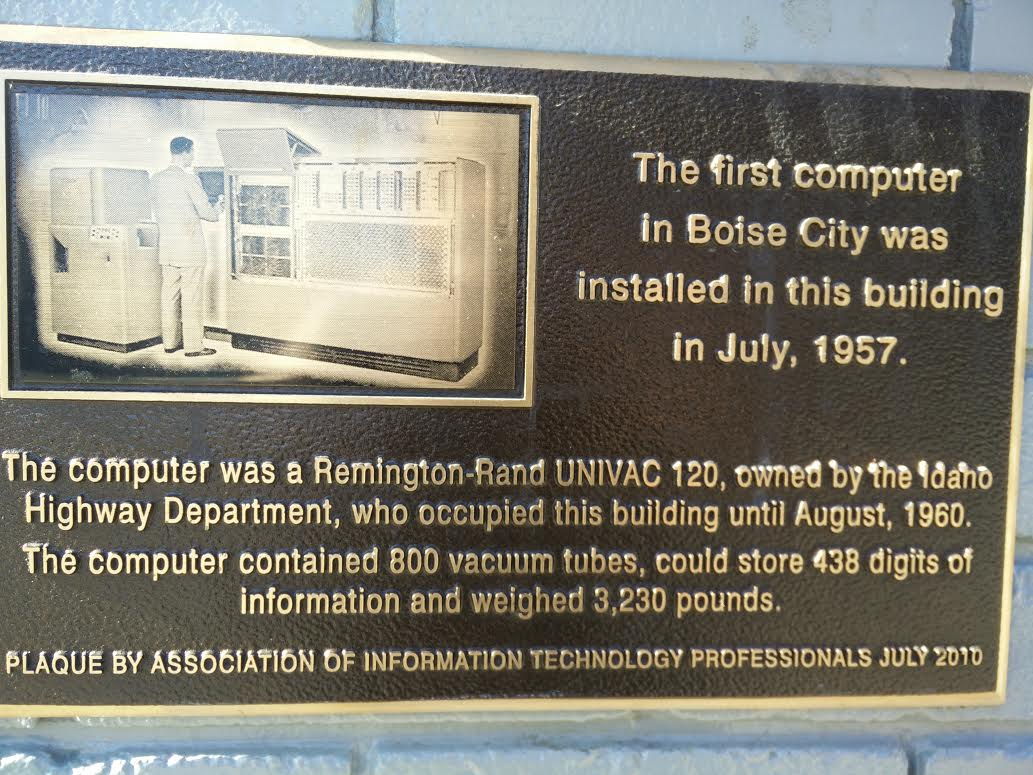
اولین کامپیوتر در بویزی، آیداهو، مدل Univac 120، در جولای 1957.

انجمن متخصصین فناوری اطلاعات انجمنی حرفه‌ای مستقر در ایالات متحده آمریکا است، که تمرکز اصلی آن بر آموزش فناوری اطلاعات در تجارت حرفه‌ای معطوف می‌باشد.